# Tron Øgrim

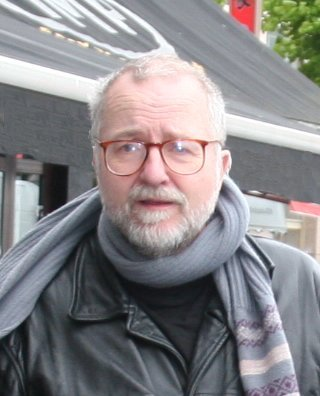
Tron Øgrim 2006

Tron Øgrim [tɾun øgɾim] (* 27. Juni 1947 in Oslo, Norwegen; † 23. Mai 2007 in Oslo) war ein norwegischer Journalist, Autor und Politiker. Er war von 1965 bis 1973 in der Sozialistischen Jugendunion (später: Rote Jugend) aktiv, und von 1973 bis 1984 war er eine zentrale Person in der Kommunistischen Arbeiterpartei. Øgrim verfasste mehrere politische Arbeiten sowie einige Science-Fiction-Romane. Besonders auffällig an seinem Stil war, dass er sich selbst in Fällen, in denen standardisiertes Bokmål angemessen gewesen wäre, in einem nicht standardisierten Ost-Osloer Dialekt verständigte.

## Politik und Journalismus
Øgrim war in den 1960er und 1970er Jahren eine der einflussreichsten Personen der norwegischen Marxisten-Leninisten-Bewegung. Er war einer der Gründer der Norwegischen Kommunistenpartei, die der Politik der Kommunistischen Partei Chinas folgte. Tron war außerdem einer der Hauptverantwortlichen für die Gründung der Zeitung Klassekampen und im Verlagshaus Oktober.
Nachdem er sich nach den 1980er Jahren dem Journalismus widmete und die Politik verließ, hatte Øgrim eine Technik-Kolumne in der norwegischen Ausgabe der PC-Welt. Auch hier fiel er mit seinem Arbeiterklasse-Dialekt auf. Er schrieb außerdem Science-Fiction-Romane, und zwar unter dem Pseudonym „Eirik Austey“.
Tron Øgrim war in Norwegen einer der frühen Befürworter des Internets und hielt regelmäßig Vorlesungen in ganz Norwegen. Bereits 1995 hielt er das Norwegische Parlament an, eine Internetpräsenz einzurichten, mit der Behauptung, dass eine demokratische IT-Politik ohne Politiker nicht existieren könne. Øgrim war ein vehementer Verfechter der Open-Source-Bewegung. In seinem Buch Kvikksolv beschrieb Tron Linux als „angewandten Kommunismus“. Tron wirkte außerdem an der Internet-Newsgroup Leftist Trainspotters maßgeblich mit und veröffentlichte dort tausende Beiträge, viele davon zu den politischen Entwicklungen in Nepal.

## Esperanto-Bewegung
Obwohl er langjähriges Mitglied in der Norwegischen Esperanto Liga war, akzeptierte er nie irgendeine formelle Position in der Organisation. Tron Øgrim war in der Esperanto-Bewegung für seine Radiosendung Drømmen om den fullkomne språk (Der Traum von einer perfekten Sprache) bekannt. Beginnend 1989 thematisierte die Sendung Linguistische Philosophie und geplante oder konstruierte Sprachen wie Esperanto oder Volapük. Er besuchte regelmäßig den internationalen Esperantokongress und war weithin als leutselig und gelehrt, mit einer gesunden Portion Selbstkritik, bekannt.

## Arbeit bei Wikipedia

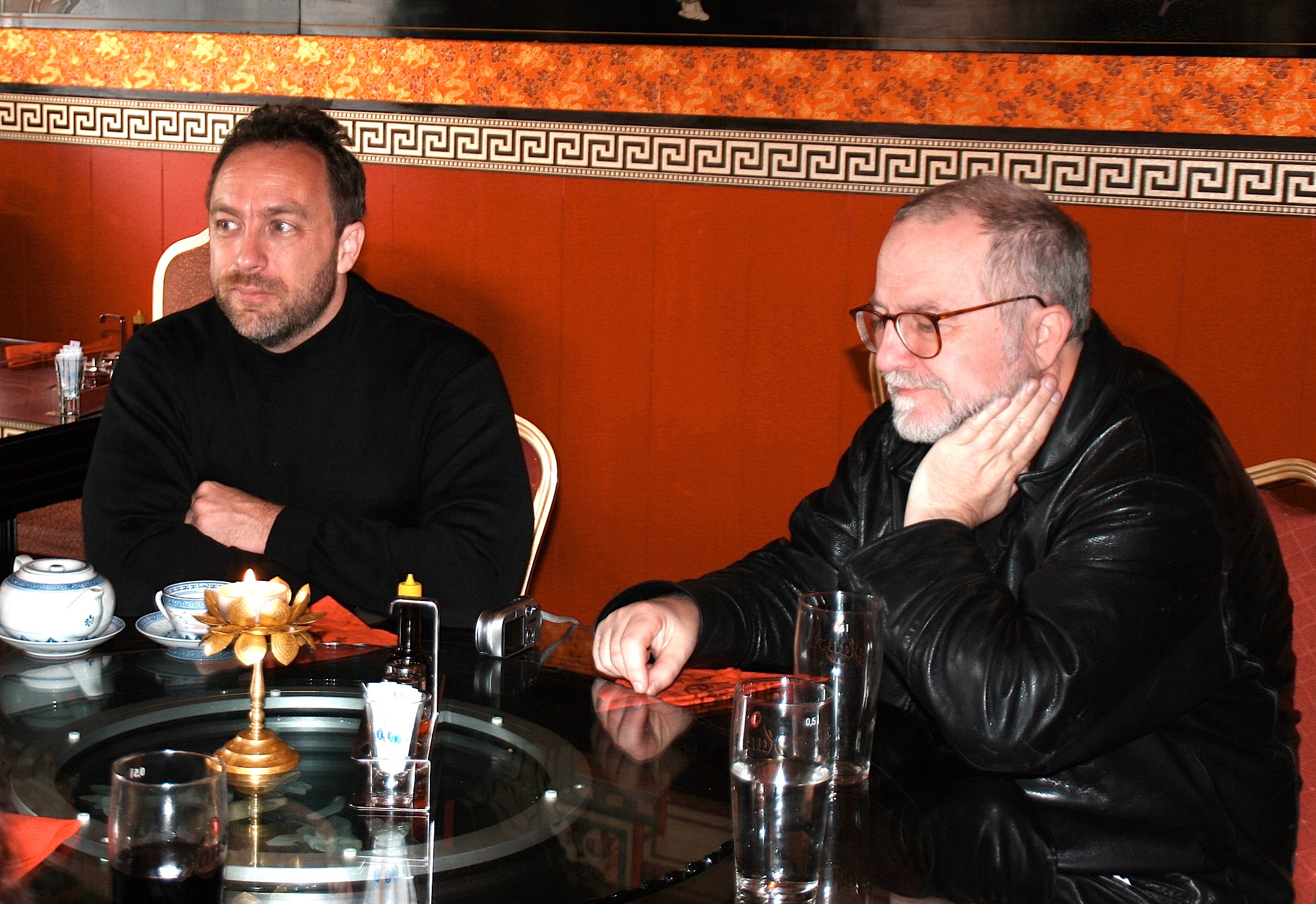
Jimmy Wales mit Øgrim (rechts) auf einem Wikipedia-Treffen 2006 in der norwegischen Stadt Bergen

Tron Øgrim wurde im Dezember 2005 Mitglied bei Wikipedia, als beleidigende Äußerungen über einen seiner Kollegen in der norwegischen Wikipedia auftauchten. Nachdem dieses Thema vom Tisch war, widmete sich Øgrim 2006 hauptsächlich dem Thema der konstruierten Sprachen. Im Herbst 2006 wechselte er seinen Fokus generell auf Nepal und schrieb insbesondere über die Geschichte des Kommunismus in Nepal im Detail. Øgrim war in der norwegischen Wikicommunity für seine oft sehr langen Artikel zu teilweise obskuren Themen bekannt. Er pflegte allerdings auch kleinere Wikis und verfolgte ihren Fortschritt. Er veröffentlichte Nachrichten über Meilensteine in der norwegischen Wikipedia-Village Pump und nahm an den Wikimedia News teil.
Der norwegische Informatik-Vortragende Gisle Hannemyr erinnert sich an Øgrim als einen der aktivsten norwegischen Wikipedianer, der die Norwegische Wikipedia als eine Plattform für Wissensverbreitung ausgewählt hat. Neben seinen Lieblingsthemen Nepal und Plansprachen schrieb er viele weitere Artikel zu anderen Themen. Hannemyr behauptete, dass er, mit seiner Seite Under en stein i skogen ('Unter einem Stein im Wald') außerdem Norwegens erster Blogger gewesen sei. Seine Webseite archiviert 107 seiner im Ost-Osloer Dialekt geschriebenen Artikel. Außerdem fügte Hannemyr hinzu, dass Øgrim auf jeden Fall eine Person gewesen sei, die verstand, wie Technologie die Gesellschaft verändert.
Tron Øgrim war extrem wichtig für die norwegische Wikipedia-Gesellschaft, auch gab er oftmals Presseinterviews über Wikipedia. Er hielt Vorlesungen über Wikipedia, als im Mai 2006 Jimmy Wales, der Gründer von Wikipedia, Norwegen besuchte. Wenn Journalisten ihn auf das Problem der oftmals fehlerhaften Informationen auf Wikipedia aufmerksam machten, antwortete Øgrim, dass dies auch ein Vorteil sein könne, da Wikipedia so jeden dazu zwingt, seine Informationen nicht einfach so zu akzeptieren, sondern nachzuprüfen. Außerdem wies er darauf hin, dass dieses Problem des Infragestellens von Informationsquellen auch im norwegischen Schulsystem existiere.
Nach seinem Tod wurde seiner Arbeit bei Wikipedia zu Ehren das norwegische Wikipedia-Logo für einen Tag auf halbmast gesetzt, wie auch von mehreren norwegischen Zeitungen berichtet wurde.

## Tod
Øgrim wurde am 23. Mai 2007 in Oslo von einer seiner drei Töchter tot aufgefunden. Die wahrscheinliche Todesursache war ein Herzinfarkt. Auf der Gedenkveranstaltung sprachen u. a. seine jüngere Schwester Leikny Øgrim sowie der Sekretär der Norwegischen Esperanto Liga Douglas Draper.

## Schriften
- Marxismen – vitenskap eller åpenbaringsreligion? (1979)
- Den vestlige maoismens sammenbrudd og krisa i AKP (m-l) (1982)
- Tyskeren mot Stretermish (1985), as Eirik Austey
- Grisen før jul. Harde tider på vei i det rike Vest-Europa (1985)
- På sporet etter det ukjente dyret (1990), as Eirik Austey
- Fallet (1990), as Eirik Austey
- Blått glass (1991), as Eirik Austey
- Akersgata og det blodige barnet (1993)
- Hilsen til en generasjon av kvikksølv! Løgnaktige spådommer om datarevolusjonen, verden, Norge og deg (1997)
- Tron Øgrim treffer 10 sportsgærninger (1998)
- Hilsen til en generasjon av kvikksølv: åssen IT forandrer verden og livet (2000)